# バーソウ・フォト・ギャラリー
バーソウ・フォト・ギャラリー（VERSO Photo Galley）は、かつて東京都渋谷区神宮前にあった写真ギャラリー。

## 概要
1995年11月に、装丁家・アートディレクターの坂川栄治がオープン。
ギャラリー名の由来は、オーナーの坂川が、目をつぶって英和辞典を開き、指が乗っていた箇所の単語「verso（物の裏側、書物の左ページ）」から。
最初の展示は、ブルース・ミュージシャンを撮り続けているスティーブ・ガードナー（Steve Gardner）の「RAMBLING MIND」。
2000年6月に、ジェイン・ハインズ・ビダウの「痕跡」展をもって閉廊。31回の展覧会（うち2回はギャラリーのコレクション展）を通じて、国内外の写真家を紹介した。
ギャラリーの壁は、壁の素材によって写真の見え方が異なるという飾り方の例を演出するために、テクスチャーが違う３つの壁（薄茶色の土壁、棚が付いた古いレンガ壁、白い壁紙を貼った壁）で構成されていた。